# هرق
هرق یکی از روستاهای استان آذربایجان شرقی است که در دهستان سراجوی شمالی بخش مرکزی شهرستان مراغه واقع شده‌است.
وجود منطقه باستانی در سمت شمال و شمال غربی روستا حاکی و نشان دهنده آن می باشد.